# Simba Safari
Simba Safari é um parque zoológico localizado na região sudeste da cidade de São Paulo, no distrito do Cursino. O diferencial deste parque é que o público realiza a visita a bordo de veículos do parque, que propõe uma experiência diferenciada com os animais ao longo do percurso de cerca de 2,9 quilômetros por uma área de cerca de 80 mil m².
O parque foi fundado em 1971 por Francisco Luiz Galvão, que buscava replicar a experiência de um safári para os turistas, originalmente contendo apenas leões ('Simba' é a palavra para leão em suaíli). Nesta época os visitantes entravam com seus carros particulares, realizando um percurso em meio a diversos recintos com animais toltamente soltos, que se aproximavam livremente dos veículos em movimento. Peruas do próprio parque possibilitavam o passeio aos visitantes que por algum motivo não dispusessem de seus próprios automóveis. O Simba Safari recebeu 8 milhões de visitantes até seu fechamento em abril de 2001, por problemas financeiros e o encerramento da concessão. Em junho do mesmo ano foi reaberto, agora com o nome Zoo Safari, sob administração do zoológico de São Paulo, passando a manter os ursos, leões e tigres em recintos gradeados para aumentar a segurança do público. Em 2023, foi novamente fechado para reformas.
Em julho de 2025 foi inaugurada a terceira versão do parque. Agora novamente com o nome Simba Safari, o parque, que continua sendo administrado pelo Zoológico de São Paulo, planeja oferecer uma experiência diferenciada ao público, mas não próxima dos animais como costumava ser em outros tempos.

## Simba Safári em números
Segundo o perfil oficial o Simba Safari possui:
- Área total de 80.000 m²
- Mais de 200 animais de 40 espécies
- 3 km de percurso